# Lista över robotar i Teenage Mutant Ninja Turtles

## Chrome Dome
Chrome Dome är en robot byggd av Shredder i 1987 års tecknade TV-serie. Chrome Dome medverkar även som spelbar karaktär i SNES-versionen av Teenage Mutant Ninja Turtles: Tournament Fighters.

## Knucklehead
Knucklehead är en spindel-liknande robot, som förekommer i 1987 års tecknade TV-serie (där den på svenska i Sun Studio AB:s dubb kallas Knölhuvudet) och Archieserierna. Roboten styrs antingen med fjärrkontroll eller att någon sätter sig på den och styr. I TV-serien var det Baxter Stockmans sista uppfinning innan han muterades till fluga. I Archieserierna syns Knucklehead i nummer 9 ("Codename: Chameleon"). Knucklehead släpptes även som leksak.

## Metalhead
Under säsong 3 av 1987 års tecknade TV-serie, i avsnittet The Making of Metalhead, bygger Krang och Shredder en robot som kallas Metalhead. Då Metalhead träffar sköldpaddorna med en stråle erhåller roboten samma egenskaper som sköldpaddorna, vilket skall användas för att besegra dem. Sköldpaddorna kommer dock på planerna, och lyckas omprogramera Metalhead att hjälpa dem. Metalhead medverkar även som boss på andra banan, Alleycat Blues, i datorspelet Teenage Mutant Ninja Turtles: Turtles in Time.

## Mouser
Mouser är robotar byggda av vetenskapsmannen Baxter Stockman. Mouserrobotarna är producerade för att söka och döda råttor, men används även i andra syften. I Media Dubb:s dubbning till svenska av 1987 års tecknade TV-serie kallas de råttoboter (av råtta + robot).

## Roadkill Rodney
Roadkill Rodney är enhjulade robotar som byggdes av Krang och Shredder. I 1987 års tecknade TV-serie (och de på denna serie baserade Archieserierna), i avsnittet Enter the Shredder, används de för att borra upp från Teknodromen och in på ett zoo, skjuta sönder två burar med laservapen och dra med en noshörning och ett vårtsvin till Teknodromen. Detta är ett led i mutationen av Bebop och Rocksteady.
I datorspelen om TMNT förekommer robotarna ofta, och det är därifrån benämningen Roadkill Rodney kom. Från Roadkill Rodney skjuter här ut rep som binder fast motståndaren, som sedan beskjuts med laserstrålar.

## Turtle Terminator
Under säsong 3 av 1987 års tecknade TV-serie, i avsnittet The Turtle Terminator, bygger Krang och Shredder en robot som liknar Irma. Den skall förinta sköldpaddorna, och det räcker att någon säger ordet "sköldpadda" för att robotens kanoner skall aktiveras. Sköldpaddorna lyckas besegra roboten genom att få med sig den till ett övergivet nöjesfält där den överhettas då den tycker sig se många sköldpaddor i spegelsalen. Roboten liknar väl en Terminator från filmerna.

### Fotnoter
1. ↑  ”Ninjaturtles”. Arkiverad från originalet den 15 april 2011. https://web.archive.org/web/20110415024126/http://www.ninjaturtles.com/cartoon/guide/cart053.htm. Läst 3 augusti 2011.
2. ↑  ”Ninjaturtles”. Arkiverad från originalet den 8 februari 2011. https://web.archive.org/web/20110208145838/http://www.ninjaturtles.com/cartoon/guide/cart055.htm. Läst 3 augusti 2011.